# Brigitte Bardot (film)
Brigitte Bardot er en dansk kortfilm fra 1968 instrueret af Per Kirkeby efter manuskript af Hans-Jørgen Nielsen.

## Handling
Per Kirkebys kortfilm om den franske skuespillerinde Brigitte Bardot med tegninger af Per Kirkeby.